# میتسویوکی یوشیهیرو
میتسویوکی یوشیهیرو (ژاپنی: 吉弘 充志؛ زادهٔ ۴ مهٔ ۱۹۸۵) بازیکن فوتبال اهل ژاپن است.
از باشگاه‌هایی که در آن بازی کرده‌است می‌توان به باشگاه فوتبال کونسادول ساپورو، باشگاه فوتبال توکیو وردی، و باشگاه فوتبال سانفریس هیروشیما اشاره کرد.